# 九州機械工業振興会
公益社団法人九州機械工業振興会（こうえきしゃだんほうじんきゅうしゅうきかいこうぎょうしんこうかい）、福岡県北九州市戸畑区にある公益社団法人。以前は経済産業省所管の特例社団法人だったが、公益法人制度改革に伴い、2011年4月1日より公益社団法人となる。

## 概要
- 所在地：〒818-0003 福岡県北九州市戸畑区中原新町1-1
- 設立 - 1961年2月
- 主な実施講習
  - 玉掛け技能講習
  - 床上操作式クレーン運転技能講習
  - クレーン運転実技教習 （実技試験免除）

## 沿革
- 1961年2月 - 通商産業大臣より設立許可を受ける（所在地：北九州市八幡西区小鷺田町4-1）。
- 1970年4月 - 開発センター建設、業務開始（所在地：北九州市八幡東区大蔵1-13-3）
- 1992年6月 - 現在地（北九州テクノパーク内）に研修センターを建設し、技術センターと開発センターを統合。